# Nukus
Nukus er en by i det vestlige Usbekistan, med et indbyggertal (pr. 2018) på cirka 312.100. Byen er hovedstad i den autonome republik Karakalpakstan, og ligger ved bredden af floden Amu Darya.